# Leif Larsson (skytt)
Leif Uno Larsson, född 9 augusti 1928 i Göteborg, död 11 februari 2002 i Lerum, var en svensk sportskytt. Han tävlade för Göteborgs Sportskyttar.
Larsson tävlade för Sverige vid olympiska sommarspelen 1960 i Rom, där han slutade på 15:e plats i fripistol. Vid olympiska sommarspelen 1964 i Tokyo slutade Larsson på sjunde plats i fripistol. Vid olympiska sommarspelen 1968 i Mexico City slutade han på 21:a plats i fripistol. 
Larsson blev svensk mästare i Grovpistol 1961, 1963, 1965, 1967 och 1968. Han vann även SM-guld i Fripistol 1965, 1966 och 1967. 1961 tilldelades Larsson Stora grabbars märke.